# Štír kýlnatý
Štír kýlnatý (Euscorpius tergestinus) je druh štíra z rodu Euscorpius, který se kdysi vyskytoval v Česku, ale dnes již v ní není prokázán jeho výskyt. Informace o opětovném nálezu štírů dosud nebyly potvrzeny, ale ani oficiálně vyvráceny. Jeho současný výskyt je poměrně omezený, vyskytuje se v Chorvatsku, Itálii, Rakousku a Slovinsku, kde je však jeho výskyt limitován jen na malou část území zmíněných států. Podobně jako v Česku, kde je ostrůvek populace na slapské lokalitě, kde se dříve vyskytoval hojně, se vyskytuje na podobné stráni blízko rakouského města Kremže.[zdroj?] Obývá prakticky totožný kontinentální biogeografický rámec ve všech pěti zemích svého výskytu.
Obývá rozmanitá stanoviště jako např. okraje a nitra lesů, sklepy, půdy, zídky ve stínu apod. Dorůstá délky okolo 4 cm a jeho jed není pro člověka nebezpečný. Mláďata se rodí v létě a samice je nosí do prvního svlékání na zádech. Po tuto dobu nepřijímají potravu. U tohoto druhu se objevuje kanibalismus.

## Chov
Tento štír není zas tak běžně chovaný zástupce u nás, ale i tak je svou velikostí a nenáročností chovu velmi atraktivní. Teplota v teráriu by se měla pohybovat od 22 °C do 27 °C a toho docílíme přitápěním ve formě bodové žárovky či topného kamene. Hodně chovatelů uvádí, že tyto štíry chová při běžné pokojové teplotě a štíry se jim daří i odchovávat. Jako substrát je vhodný lignocel, rašelina či kousky kůry a hrabanka. Na místě úkrytů, kde dobře poslouží kůra, nebo rozbitý květináč. Jako potravu předkládáme hmyz odpovídající velikosti. Nejvhodnější jsou cvrčci, švábi, kobylky a červi. Odchov těchto štírů je dost podobný ostatním zástupcům téhož rodu.

## Výskyt v Česku

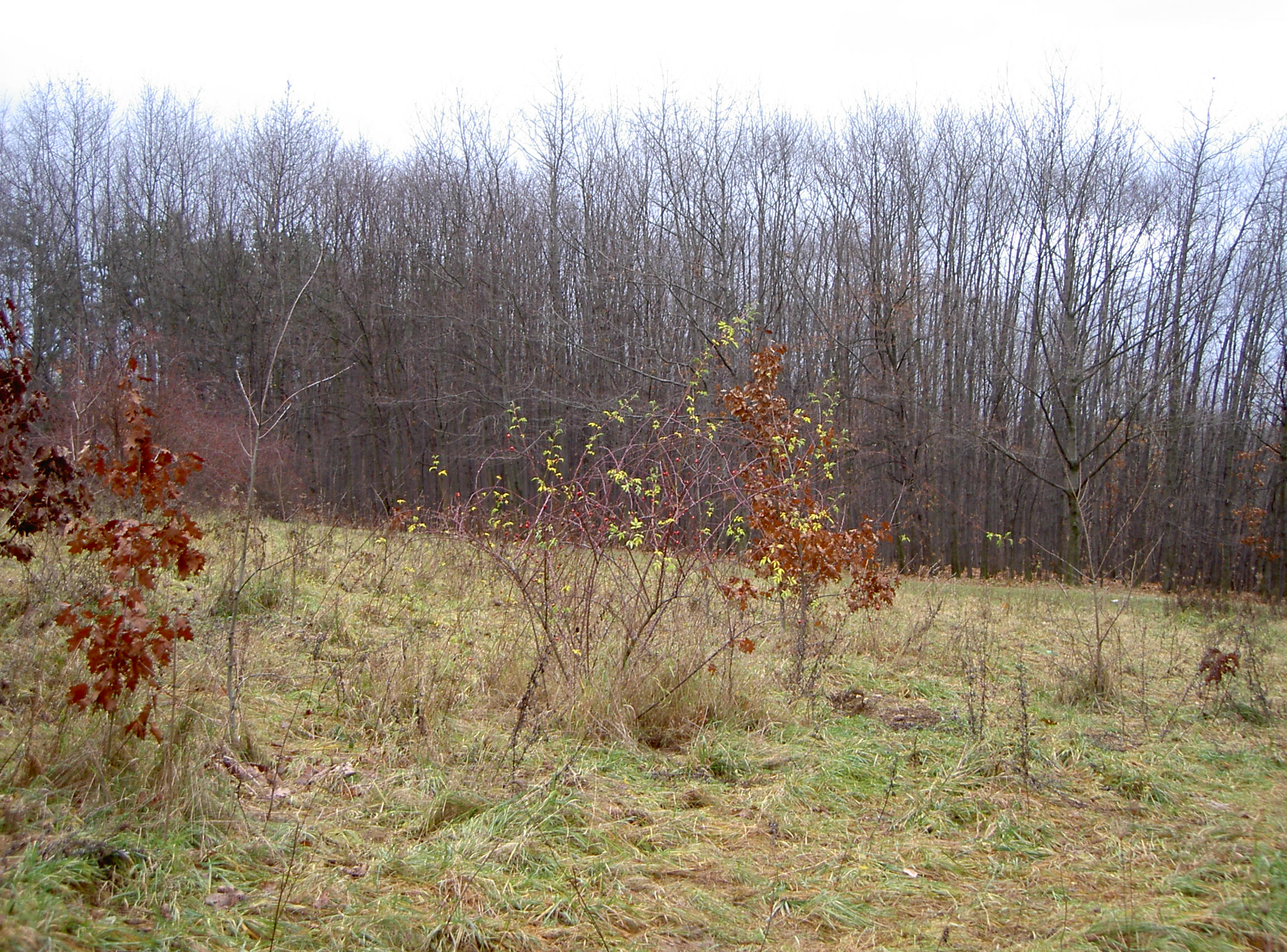
Lokalita štírů kýlnatých, Česko

U Slapské přehrady existovala kolonie (dle některých zdrojů dvě kolonie ) tohoto štíra, která zahrnovala velký počet jedinců, ale byla zničena při výstavbě hotelu dříve, než se oblast stala předmětem jakékoliv ochrany. Tato lokalita byla místem výskytu dalších vzácných pavoukovců a jižních bezobratlých, jako jsou stepníci a kudlanky. Spolu s podobnou lokalitou v Kremži existuje díky genetickým analýzám teorie, že se jedná o pozůstatky dřívějšího rozšíření, které bylo drasticky zredukováno dobou ledovou. Dříve panovala domněnka o zavlečení člověkem a objevuje se ještě stále i v zahraniční literatuře. Mezi možné zdroje zavlečení se uvádělo dovážení kamene při stavbě hradu Karlštejn, nebo zavlečení chataři. Moderní zavlečení je však velmi nepravděpodobné. Výskyt štírů byl znám již z dob o něco dávnějších a kolonie, přes choulostivost mláďat sdílenou všemi štíry a množství potenciálních nebezpečí a predátorů, byla dle svědectví početná a rozsáhlá. Štíři zavlečení do jiných evropských zemí (Belgie, Německo, Švédsko, Nizozemsko či Dánsko) nevytvořili trvale existující a dlouhodobě se rozmnožující kolonie, jako ve svých původních oblastech. Synantropní štír žlutoocasý se však stal prosperujícím druhem v Anglii, ačkoliv není původní druh anglické přírody. Objevil se zde již v 18. století a během staletí zde zdomácněl, bohužel i jemu hrozí vymření vlivem lidské činnosti.